# Amata libanotica
Amata libanotica là một loài bướm đêm thuộc phân họ Arctiinae, họ Erebidae.